# 1041 Asta
Az 1041 Asta (ideiglenes jelöléssel 1925 FA) a Naprendszer kisbolygóövében található aszteroida. Karl Wilhelm Reinmuth fedezte fel 1925. március 22-én, Heidelbergben.